# Скара-Брей
59°02′55″ пн. ш. 3°20′35″ зх. д. / 59.04861° пн. ш. 3.34306° зх. д.
Ска́ра-Брей (англ. Skara Brae) — велике добре збережене поселення епохи неоліту, знайдене біля затоки Скейл на західному узбережжі острова Мейнленд, одного з Оркнейських островів, Шотландія. Складається з 10 будинків, об'єднаних у квартали. Було населене близько 3100-2500 років до н. е. Це найкраще збережене поселення епохи неоліту в Європі — завдяки чому його було включено до списку Світової спадщини ЮНЕСКО (разом з іншими пам'ятками неоліту на Оркнейських островах) та надано прізвисько «Британської Помпеї». На цьому ж архіпелазі є й інше, хоч і не так добре збережене, поселення Барнхауз.

## Відкриття і характеристика
Тривалий час поселення Скара-Брей було приховане під шаром осадових порід, поки у 1850 році, в результаті сильного зимового шторму, пагорб не позбувся шару трави.
Контури поселення визначив і почав перші розкопки Вільят Ватт, поміщик Скайла. Після чергової бурі у 1926 році розкопки Скара-Брея провів Гордон Чайлд. 
Будівлі поселення були споруджені із слюдистого пісковику, що зазнав природної ерозії під впливом океану. На думку археологів, колись ці споруди були вкриті дерев'яними дахами, які з часом зруйнувалися. Постачання деревини в цю місцевість було обмеженим, проте з довколишнього океану можна було добути достатню кількість слюдистого пісковику, щоб підібрати шматки, які б відповідали формою один до одного.
Мешканці Скара-Брей ймовірно виготовляли та використовували жолобкову кераміку. Навколо будинків споруджувалися земляні кургани, що служили природним захистом і опорою для будинків, при цьому самі будинки споруджувалися на старіших купах сміття. Хоча сміттєві купи забезпечували будинкам деяку стійкість, в першу чергу вони слугували ізоляцією від суворого оркнейського клімату. В середньому площа кожного з будинків становила 40 квадратних метрів. У кожному будинку була велика квадратна кімната з великим вогнищем, яке використовувалося для обігріву і приготування їжі. Оскільки на острові росло небагато дерев, мешканці Скара-Брей покривали будинки лісом, прибитим до берега, китовими кістками та дерном.

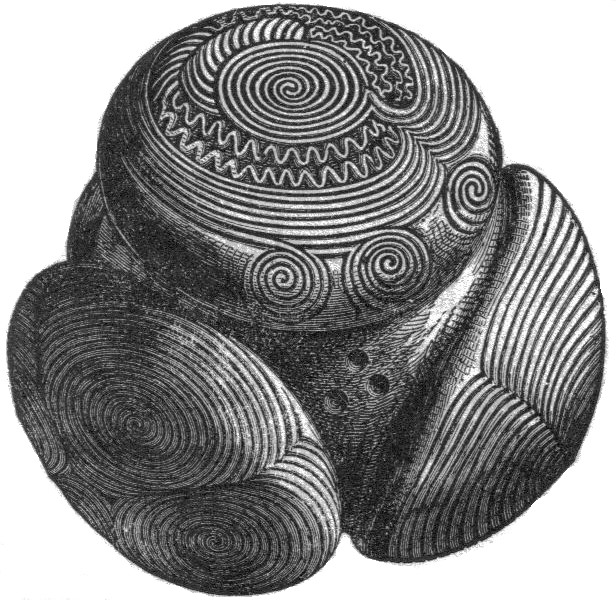
Різьблені кам'яні кулі з Тові в Абердінширі, подібні знайденим у Скара-Брей, близько 3200—2500 рр. до н. е.

У житлах були предмети кам'яних меблів, зокрема свого роду шафи для посуду та одягу, сидіння і скрині. Крім того, в селищі була передбачена складна система каналізації, в кожному з жител було щось подібне до туалету. У семи будинках виявлені схожі меблі, при цьому ліжка і своєрідні «шафи» були розташовані на одних і тих же місцях в кожному будинку. Шафа стояла біля стіни напроти дверей, і її в першу чергу бачив той, хто входив у будинок. У восьмому будинку шафи або скрині не виявлені, проте він був розділений на невеликі осередки. При розкопках цього будинку були виявлені фрагменти каменів, кісток і оленячих рогів. Ймовірно, цей будинок використовувався як майстерня для виготовлення простих знарядь, наприклад, кістяних голок або кременевих сокир.
У Скара-Брей виявлений найраніший зразок людської блохи (Pulex irritans) в Європі. За даними радіовуглецевого аналізу Скара-Брей був населений з 3100 р. до н. е. і до зміни клімату близько 2500 р. до н. е., коли він був покинутий мешканцями. Хоча будівлі, що збереглися, справляють враження єдиного цілого, ймовірно, що частина стародавніх споруд була поглинута морем. Крім того, ще не досліджені останки споруд, що існують поблизу, на території сільськогосподарських полів або поблизу скель. Їх датування невідоме.
У Скара-Брей виявлено кілька загадкових різьблених кам'яних куль.

## Схожі пам'ятки в Оркнеї
Подібною пам'яткою є поселення Ріньйо на острові Раусей. Незвичайним є те, що на Раусеї не виявлено гробниць типу Мейсхау. Попри велику кількість камерних каїрнів, їх творцями є представники культури анстенівської кераміки.
Ще одним прикладом фермерського поселення на Оркнейських островах, що також добре збереглося, є Неп-оф-Хауар. За плануванням він подібний до Скара-Брей, але налеить до ранішого періоду, 3500—3100 до н. е. Вважається, що він містить найстаріші збережені будівлі в Північній Європі.

## Галерея зображень

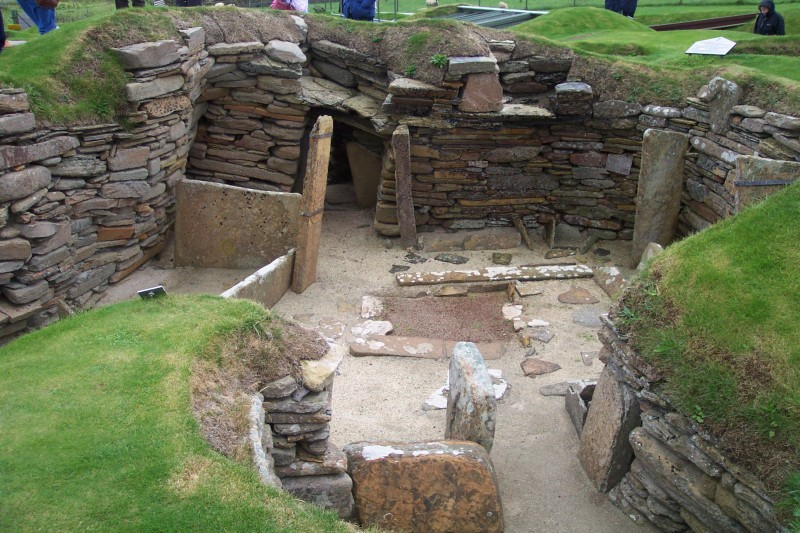
Розкопки поселення у Скара-Брей
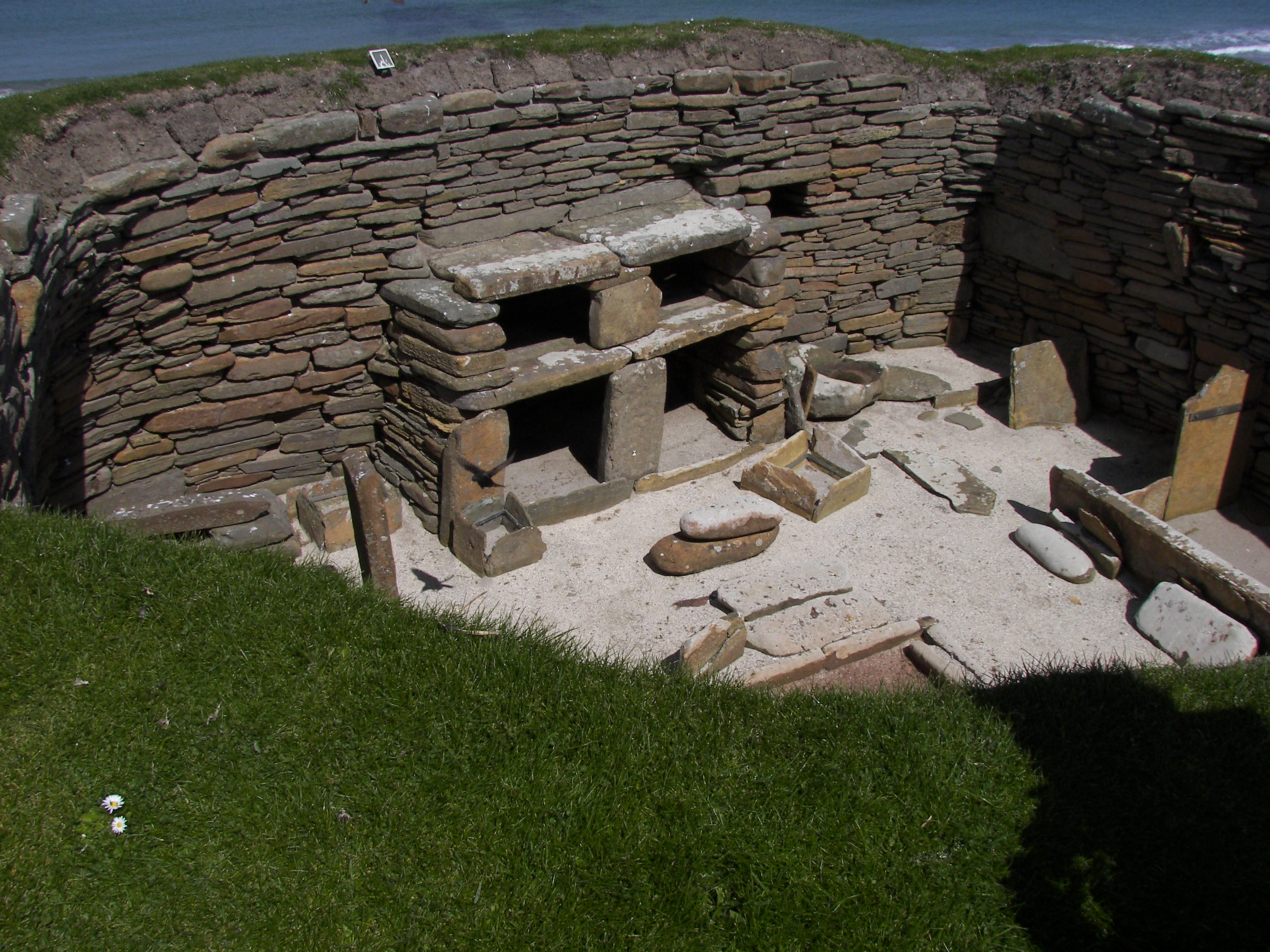
Полиці у будинках, що свідчать про наявність у мешканців посуду
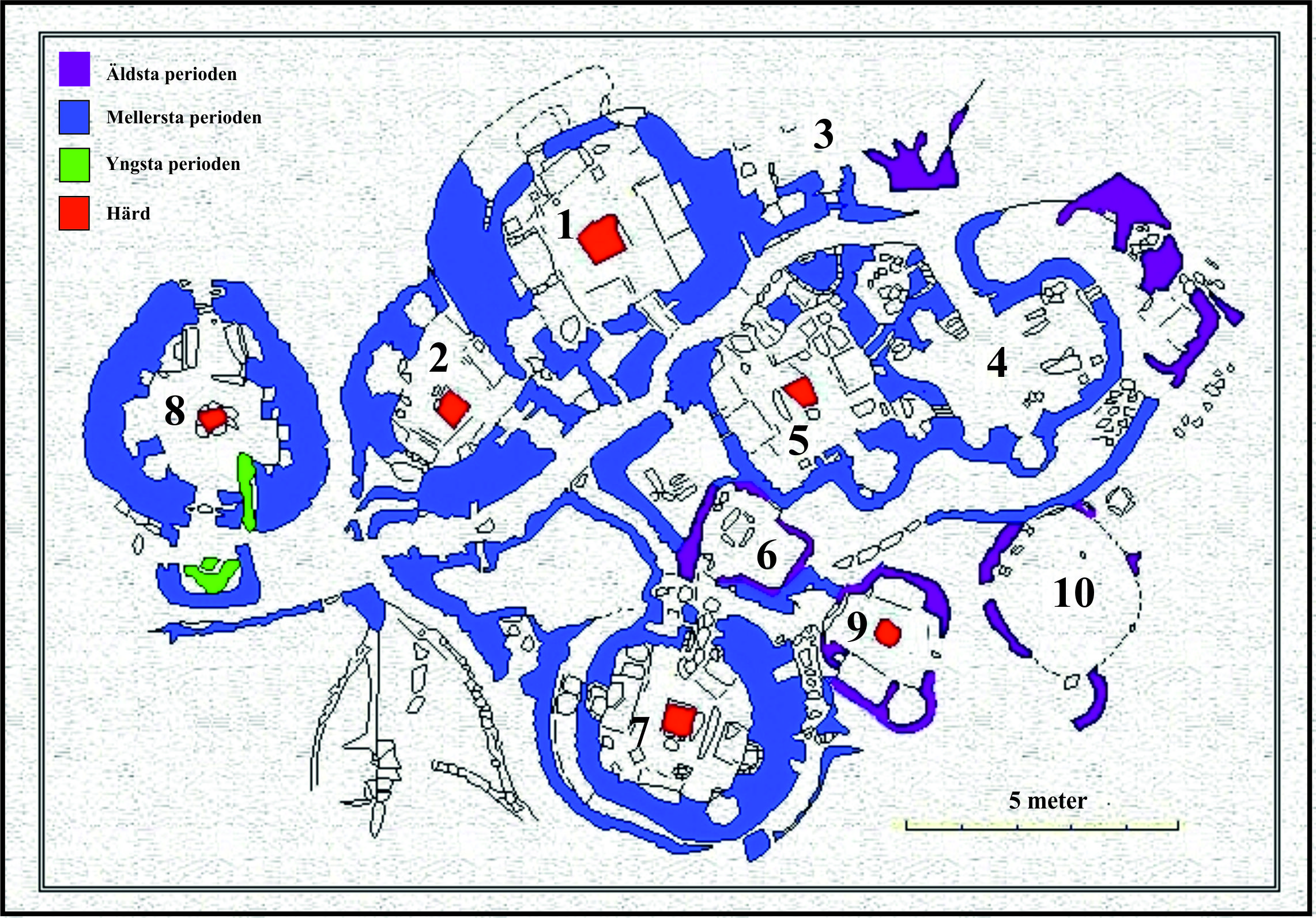
План поселення Скара-Брей
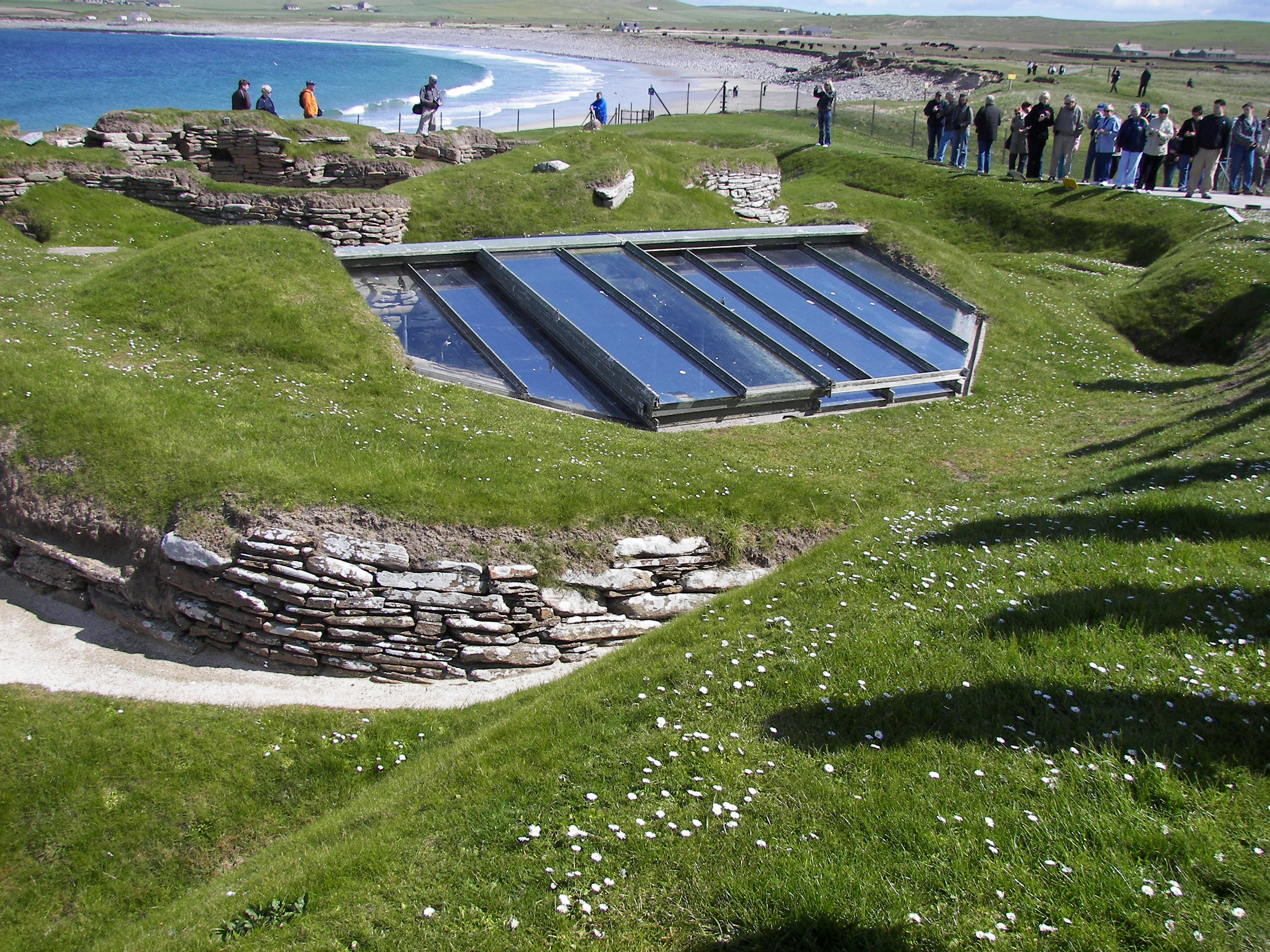
Вид із повітря на поселення; будівлю 7 покрито захисною плівкою. На задньому плані видно сучасне узбережжя

## Ресурси Інтернету
- Historic Scotland Official Website
- Orkneyjar
- Skara Brae and its carved stone balls

- Historic Scotland: Skara Brae Prehistoric Village. Процитовано 3 листопада 2011.
- Royal Commission on the Ancient and Historical Monuments of Scotland: Site Record for Skara Brae. Процитовано 3 листопада 2011.
- Skaill House, Bay of Skaill, home of excavator William Watt